# Xiang Yu (General)
Xiàng Yǔ (chinesisch 項羽 / 项羽, W.-G. Scheng Shü; * 232 v. Chr.; † 202 v. Chr.) war ein General in der Zeit, als die Qín-Dynastie zusammenbrach. Eigentlich hieß er Jí (籍), Yǔ war sein Gesellschaftsname. Er war ein Nachkomme des Adels von Chǔ. Nachdem sein Onkel durch Qín ermordet wurde, übernahm er dessen Armee und wurde bald zum Mächtigsten aller Rebellen. Er nannte sich selbst „Xī Chǔ bàwáng“ (西楚霸王 – „Hegemonialkönig von West-Chu“).
Liú Bāng, der später die Hàn-Dynastie gründete, nahm als erster Rebell Xiányáng, die Hauptstadt von Qín, ein. Er wurde jedoch gezwungen, sowohl die Stadt Xiányáng wie auch den letzten Qín-Herrscher Zǐyīng an Xiàng Yǔ zu übergeben. Dieser machte kurzen Prozess, tötete Zǐyīng und brannte die Stadt nieder. Viele Bücher aus der Sammlung verbotener Bücher der königlichen Bibliothek gingen dabei verloren.
Obwohl er bald ganz China unter seiner Kontrolle hatte, fehlte ihm das nötige politische Geschick. Das Land teilte er in 18 Feudalstaaten auf, nach eigenem Gefallen. Beförderungen vergab er nach dem System des Nepotismus, was viele Aspiranten bald verschreckte. Liú Bāng empfand er bald als größere Bedrohung, verpasste aber eine Reihe von Chancen, ihn zu beseitigen. Nach Jahren kriegerischer Auseinandersetzungen hatte er bald all sein Land an diesen verloren.
Seine letzte Schlacht verlor er in Gāixià (垓下), wo auch seine letzten Armeen geschlagen wurden. Seine Konkubine Yújī (虞姬) beging Suizid; von dieser Tragik erzählt die chinesische Oper „Lebewohl, meine Konkubine“, nach der 1993 ein bekannter Film in die Kinos kam. Der Titel ist dabei einer Zeile der Arie entnommen, die Xiàng Yǔ für Yújī singt, bevor er in die letzte Schlacht zieht.
Obwohl er in seinem Heimatland Chǔ noch viel Rückhalt hatte, brachte er es nicht über sich, nach Hause zurückzukehren, wo er viele Tausende Mannen verloren hatte. Er hatte den Wū Jiāng (烏江 / 乌江) im heutigen Anhui überquert und konnte keinen einzigen zurückbringen. Die Schuld und das Schamgefühl wurden ihm unerträglich und er beschloss, eine letzte Handlung zu vollziehen. Im Angesicht seiner Feinde beging er Suizid, indem er sich die Kehle durchschnitt.
Sein Leben und sein Tod sind durch die Überlieferung im Shǐjì unsterblich geworden.